# Четверта поправка до Конституції США

Білль про права

Четверта поправка до Конституції США (англ. Fourth Amendment to the United States Constitution) набула чинності 15 грудня 1791 року і була частиною Білля про права. Вона забезпечує недоторканність особи та її майна, заборону несанкціонованих обшуків. Також поправка передбачає чітко вказувати, що є об'єктом обшуків. Будь-які інші об'єкти, в тому числі й незаконні, не можуть бути вилучені та доповнені до справи.

## Текст поправки
| Право народу на недоторканість особи, помешкання, особистих паперів і майна не має порушуватися безпідставними обшуками і арештами; ордер на обшук і арешт має видаватися лише зі слушних причин, засвідчених присягою або підтвердженням. В таких ордерах треба докладно вказувати місце, де потрібно вчинити обшук, осіб, яких потрібно заарештувати, або речі, які мають бути вилучені. Оригінальний текст (англ.) The right of the people to be secure in their persons, houses, papers, and effects, against unreasonable searches and seizures, shall not be violated, and no Warrants shall issue, but upon probable cause, supported by Oath or affirmation, and particularly describing the place to be searched, and the persons or things to be seized. |